# البيضاء (بلنسية)
البيضاء أو (نقحرة: ألبايدا) (بالإسبانية: Albaida, Valencia)‏ هي بلدية في بلنسية  تقع في إسبانيا في وادي البيضاء. يقدر عدد سكانها بـ 6,420 نسمة ومساحتها 35.41 كم2 وترتفع عن سطح البحر 315 متر.

## أعلام
- إدواردو توريس